# Aleksandr Fersman

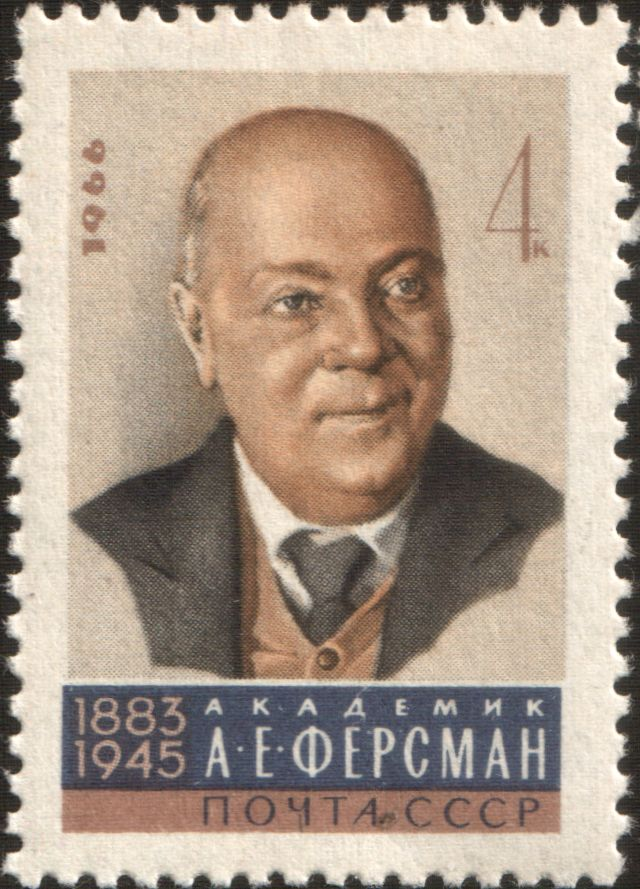
Alexander Fersman, op een USSR postzegel

Alexander Jevgenjevitsj Fersman (Russisch: Александр Евгеньевич Ферсман) (Sint-Petersburg, 8 november [O.S. 27 oktober] 1883 – Sotsji, 20 mei 1945) was een prominent Sovjet-Russisch mineraloog en kristallograaf en wetenschapper aan de Sovjetacademie van Wetenschappen (RAN), en een van de oprichters van de geochemie.

## Biografie
Alexander Fersman werd geboren in Sint-Petersburg in 1883 en voltooide de middelbare school in 1901, waarna hij ging studeren aan Universiteit van Novorossieja. Tijdens zijn studie vernam hij echter dat de Staatsuniversiteit van Moskou een goede geologische faculteit had en daarop verliet hij zijn universiteit voor die van Moskou. Aldaar kreeg hij les van Vladimir Vernadski en publiceerde er onder zijn leiding zijn eerste werken. Voor zijn doctoraal (aspirantoera) ging hij naar Duitsland, waar hij onder leiding van Victor Moritz Goldschmidt natuurlijke diamantkristallen onderzocht en als resultaat hiervan het boek Diamant publiceerde, dat veel tekeningen bevat van uitgebreide modellen van verschillende morfologische diamantkristalvormen.
Vervolgens legde hij zich toe op diamantonderzoek, met name na de Oktoberrevolutie, toen hij het tsaristische Diamantfonds moest inspecteren. Hij beschreef toen een aantal bekende historische stenen, zoals de Orlovdiamant en de Sjahdiamant.
Nog voor deze revolutie werd hij echter in 1912 opgenomen in de RAN (vanaf 1919 ook in de RAN van de Sovjet-Unie), werd hij professor aan de Staatsuniversiteit van Moskou en gaf hij als eerste in de wereld het vak geochemie. Tussen 1917 en zijn dood in 1945 was hij directeur van het mineralogisch museum van de RAN, dat na zijn dood zijn naam kreeg; het mineralogisch museum van Fersman, een van de grootste ter wereld met ruim 135.000 stukken. Hij was ook in 1920 de oprichter van de eerste Russische wetenschappelijke zapovednik; de zapovednik Ilmenski in de oblast Tsjeljabinsk.
Voor zijn werk maakte hij vele reizen door de Sovjet-Unie (het schiereiland Kola, de Oeral en Centraal-Azië), maar ook naar het eiland Elba. Hij ontdekte onder andere de ertslagen bij Montsjegorsk en Apatity op het schiereiland Kola en zwavellagen in Centraal-Azië. Zijn werk vormde een grote bijdrage aan de vorming van een database van mineralen in de Sovjet-Unie.
Voor zijn werk ontving hij de Leninprijs (1929), de Stalinprijs (1942), de Wollaston Medal van de Geological Society (1943) en de Orde van de Rode Vlag van de Arbeid. De mineralen fersmiet en fersmaniet, alsook een krater op de maan, zijn naar hem vernoemd.
- CiNii: DA06693420
- Gemeinsame Normdatei: 124019307
- International Standard Name Identifier: 0000 0001 2098 6493
- Library of Congress Control Number: n80149916
- Nationale Bibliotheek van Letland: 000048875
- Bibliotheek van het Japanse parlement: 00521620
- Nationale Bibliotheek van Tsjechië: ola2003162780
- Nationale bibliotheek van Australië: 35645036
- Nationale Bibliotheek van Israël: 987007310079105171
- Nederlandse Thesaurus van Auteursnamen: 293112673
- Réseau des bibliothèques de Suisse occidentale: 02-A000062409
- Système universitaire de documentation: 083356894
- Trove: 1025234
- Virtual International Authority File: 3394664
- WorldCat: E39PBJp9m8q93qBmtycVb7bGHC